# Philodromus humilis
Philodromus humilis là một loài nhện trong họ Philodromidae.
Loài này thuộc chi Philodromus. Philodromus humilis được miêu tả năm 1875 bởi Kroneberg.